# Prelatura territoriale di Batanes
La prelatura territoriale di Batanes (in latino Praelatura Territorialis Batanensis) è una sede della Chiesa cattolica nelle Filippine suffraganea dell'arcidiocesi di Tuguegarao. Nel 2021 contava 17.667 battezzati su 18.996 abitanti. È retta dal vescovo Danilo Bangayan Ulep.

## Territorio
La prelatura territoriale comprende la provincia filippina di provincia di Batanes ed è la più settentrionale delle circoscrizioni ecclesiastiche delle Filippine.
Sede prelatizia è la città di Basco, dove si trova la cattedrale dell'Immacolata Concezione.
Il territorio si estende su 784 km² ed è suddiviso in 6 parrocchie.

## Storia
La prelatura territoriale di Batanes e delle isole Babuyan (Batanensis et Babuyanensis) fu eretta il 30 novembre 1950 con la bolla Ad faciliorem di papa Pio XII, ricavandone il territorio dalla diocesi di Tuguegarao (oggi arcidiocesi).
Originariamente suffraganea dell'arcidiocesi di Manila, il 29 giugno 1951 entrò a far parte della provincia ecclesiastica dell'arcidiocesi di Nueva Segovia, e il 21 settembre 1974 divenne suffraganea dell'arcidiocesi di Tuguegarao.
Il 6 febbraio 2002, in forza del decreto Quo aptius della Congregazione per i vescovi, ha ceduto le isole Babuyan all'arcidiocesi di Tuguegarao, ha assunto il nome attuale ed è tornata a essere suffraganea dell'arcidiocesi di Nueva Segovia. Nel 2018 è nuovamente passata alla provincia ecclesiastica di Tuguegarao.

## Cronotassi dei vescovi
Si omettono i periodi di sede vacante non superiori ai 2 anni o non storicamente accertati.
- Peregrin de la Fuente Néstar, O.P. † (2 luglio 1951 - 14 maggio 1966 deceduto)
- Mario de Leon Baltazar, O.P. † (18 novembre 1966 - 1995 dimesso)
- Jose Paala Salazar, O.P. † (25 aprile 1996 - 23 novembre 2002 dimesso)
- Camilo Diaz Gregorio † (13 settembre 2003 - 20 maggio 2017 ritirato)
- Danilo Bangayan Ulep, dal 20 maggio 2017

## Statistiche
La prelatura territoriale nel 2021 su una popolazione di 18.996 persone contava 17.667 battezzati, corrispondenti al 93,0% del totale.
| anno | popolazione | popolazione | popolazione | presbiteri | presbiteri | presbiteri | presbiteri                | diaconi | religiosi | religiosi | parrocchie |
| anno | battezzati  | totale      | %           | numero     | secolari   | regolari   | battezzati per presbitero | diaconi | uomini    | donne     | parrocchie |
| ---- | ----------- | ----------- | ----------- | ---------- | ---------- | ---------- | ------------------------- | ------- | --------- | --------- | ---------- |
| 1969 | 16.888      | 17.365      | 97,3        | 10         |            | 10         | 1.688                     |         | 10        | 4         | 6          |
| 1980 | 18.000      | 18.800      | 95,7        | 9          |            | 9          | 2.000                     |         | 9         | 1         | 7          |
| 1990 | 23.600      | 24.400      | 96,7        | 7          |            | 7          | 3.371                     |         | 7         | 4         | 7          |
| 1999 | 25.700      | 28.000      | 91,8        | 10         | 6          | 4          | 2.570                     |         | 4         | 5         | 8          |
| 2000 | 17.213      | 19.005      | 90,6        | 7          | 5          | 2          | 2.459                     |         | 2         | 6         | 10         |
| 2001 | 24.800      | 26.465      | 93,7        | 11         | 3          | 8          | 2.254                     |         | 8         | 6         | 8          |
| 2002 | 14.384      | 31.474      | 45,7        | 8          | 4          | 4          | 1.798                     |         | 4         | 6         | 6          |
| 2003 | 16.217      | 16.396      | 98,9        | 7          | 4          | 3          | 2.316                     |         | 3         | 5         | 6          |
| 2004 | 15.505      | 16.476      | 94,1        | 7          | 4          | 3          | 2.215                     |         | 3         | 6         | 6          |
| 2013 | 16.461      | 17.327      | 95,0        | 13         | 12         | 1          | 1.266                     |         | 1         | 4         | 6          |
| 2016 | 15.496      | 17.246      | 89,9        | 11         | 11         |            | 1.408                     |         |           | 5         | 7          |
| 2019 | 17.510      | 17.880      | 97,9        | 23         | 23         |            | 761                       |         |           | 3         | 6          |
| 2021 | 17.667      | 18.996      | 93,0        | 27         | 27         |            | 654                       |         |           | 3         | 6          |